# کامرون تاد ویلینگهام
کامرون تاد ویلینگهام (انگلیسی: Cameron Todd Willingham; ۹ ژانویهٔ ۱۹۶۸ – ۱۷ فوریهٔ ۲۰۰۴) یک متهم آمریکایی بود که به اتهام قتل ۳ کودک خود محکوم و اعدام شد.کارشناسان اتش سوزی اعتقاد داشتند که  او این قتل‌ها را به کمک آتش‌سوزی در خانه‌ای مسکونی در کورسیکانا تگزاس در ۲۳ دسامبر ۱۹۹۱ انجام داده است. او در سال ۲۰۰۴ اعدام شد، اما اعدام او به علت تفسیرهای مختلفی از شواهدی که منجر به اعدام وی شد بسیار جنجالی بود. بعد از اعدام وی کمیته بررسی اشتباهات پزشکی قانونی، گزارش کارشناسان پرونده مبنی بر اتش سوزی عمدی را غیر علمی و بر اساس ماورا و تخیل کارشناسان وقت دانستند و با شواهد نشان دادند اتش سوزی غیر عمدی بوده است.
درسال ۲۰۱۹ فیلمی با نام trial by fireدر مورد این پرونده ساخته شد. سرگذشت کامرون تاد ویلینگهام در طی قسمت سی و چهارم پادکست چنل بی به فارسی روایت شده است.